# Paul Weston (Musiker)
Paul Weston (eigentlich Paul Wetstein; * 12. März 1912 in Springfield, Massachusetts; † 20. September 1996 in Santa Monica) war ein US-amerikanischer Jazz-Pianist, -Arrangeur und -Komponist. Bekannt wurde er als musikalischer Leiter bei Plattenfirmen, Film und Fernsehen.

## Leben und Schaffen
Paul Weston studierte im Hauptfach Ökonomie und wurde in die akademische Phi-Beta-Kappa-Gesellschaft gewählt. Nach dem Abschluss mit summa cum laude des Dartmouth College 1933, studierte er zunächst zwei Semester an der Columbia University, hatte einen schweren Zugunfall und verkaufte ein erfolgsträchtiges Arrangement des Songs Pop Goes Your Heart an das Joe Haymes Orchestra am McAlpin Hotel. 1934 wurde Weston daraufhin Arrangeur für Rudy Vallées The Fleischmann’s Yeast Hour im Radio. Drei Jahre später übernahm er beim Tommy Dorsey Orchestra eine Stelle als Chefarrangeur, was er bis 1940 ausübte. Für Dinah Shore arbeitete er danach als Arrangeur und musikalischer Leiter. Außerdem übernahm er freiberuflich Aufträge für das Bob Crosby Orchestra.
Seine Verbindung mit Crosby brachte ihn nach Hollywood und zur Filmmusik. Das begann mit Holiday Inn 1942. Weitere Filme mit ihm als musikalischen Direktor waren Belle of the Yukon (1944) und Road to Utopia (1945). Weston arrangierte Ella Fitzgeralds Album Ella Fitzgerald Sings the Irving Berlin Songbook (1957), gewidmet der Musik Irving Berlins.
Im Jahr 1942 gründeten die Songwriter Johnny Mercer, Glenn Wallichs and Buddy DeSylva die Plattenfirma Capitol Records und engagierten Weston als musikalischen Leiter des Labels. Weston arbeitete nebenbei auch wieder im Rundfunk, gemeinsam mit Mercer und der Capitol-Sängerin Jo Stafford. Stafford wechselte 1950 zu Columbia Records und Weston ging dorthin mit. 1952 heirateten Weston und Stafford, woraus zwei Kinder erwuchsen.
In der Folge machte Weston Karriere als musikalischer Leiter beim Fernsehen, darunter in der The Danny Kaye Show. Gemeinsam mit seiner Ehefrau produzierte er eine Reihe von Comedy-Alben. Diese basierten auf ihrer Fähigkeit freihand zu singen, während Paul parodistisch die Piano-Begleitung gestaltete. Als Künstler-Alias wählten sie dafür die Namen Jonathan und Darlene Edwards. 1961 erhielten sie dafür einen Grammy in der Sparte Comedy für Jonathan and Darlene Edwards in Paris und 1970 wurde er mit dem Grammy Trustees Award ausgezeichnet.
Das Paar zog sich in den 1970ern in den Ruhestand zurück. 2006 stiftete Jo Stafford den gemeinsamen Nachlass an die University of Arizona. Sie starb am 16. Juli 2008.

## Diskografie

### Alben
| Jahr | Titel Musiklabel Katalog-Nr.                                                      | Höchstplatzierung, Gesamtwochen, AuszeichnungChartsChartplatzierungen (Jahr, Titel, Musiklabel Katalog-Nr., Platzierungen, Wochen, Auszeichnungen, Anmerkungen) | Anmerkungen |
| Jahr | Titel Musiklabel Katalog-Nr.                                                      | US | Anmerkungen |
| ---- | --------------------------------------------------------------------------------- | --- | --- |
| 1945 | Music for Dreaming Capitol BD-9                                                   | US3 (7 Wo.)US | Paul Weston & his Orchestra |
| 1949 | Kiss Me Kate Capitol CD-144                                                       | US9 (2 Wo.)US | Jo Stafford und Gordon MacRae mit Paul Weston & his Orchestra |
| 1949 | Songs Without Words Capitol DCN-170                                               | US3 (11 Wo.)US | Paul Weston & his Orchestra |
| 1950 | The Vagabond King and Favorite Selections from New Moon Capitol T-219             | US10 (1 Wo.)US | Gordon MacRae mit Lucille Norman und Paul Weston & his Orchestra |
| 1950 | Music for the Fireside Capitol CC-245                                             | US9 (2 Wo.)US | Paul Weston & his Orchestra |
| 1951 | On Moonlight Bay Columbia CL-6186                                                 | US3 (20 Wo.)US | Doris Day und Jack Smith mit Paul Weston & his Orchestra und The Norman Luboff Choir                                                                                |
| 1952 | I’ll See You in My Dreams – Songs from the Warner Bros. Production Columbia B-289 | US1 (24 Wo.)US | Doris Day, Danny Thomas & The Norman Luboff Choir mit Paul Weston Soundtrack zu der Warner Bros.-Verfilmung In all meinen Träumen bist Du (1951) von Michael Curtiz |
| 1952 | One For My Baby Columbia B-287                                                    | US8 (4 Wo.)US | Frankie Laine mit Paul Weston & his Orchestra und Carl Fischer am Piano                                                                                             |
| 1953 | By the Light of the Silvery Moon Columbia CL-6248                                 | US3 (16 Wo.)US | Doris Day mit The Norman Luboff Choir und Paul Weston & his Orchestra                                                                                               |
| 1953 | Concertos for You Columbia CL-6269                                                | US7 (9 Wo.)US | Liberace mit Paul Weston & his Orchestra |
| 1955 | Mood for 12 – Hi-Fi from Hollywood Columbia CL-693                                | US15 (2 Wo.)US | Paul Weston & his Orchestra |
| 1956 | Solo Mood Columbia CL-879                                                         | US12 (5 Wo.)US | |

### Singles
| Jahr | Titel Album                                                                                           | Höchstplatzierung, Gesamtwochen, AuszeichnungChartplatzierungen (Jahr, Titel, Album, Platzierungen, Wochen, Auszeichnungen, Anmerkungen) | Höchstplatzierung, Gesamtwochen, AuszeichnungChartplatzierungen (Jahr, Titel, Album, Platzierungen, Wochen, Auszeichnungen, Anmerkungen) | Höchstplatzierung, Gesamtwochen, AuszeichnungChartplatzierungen (Jahr, Titel, Album, Platzierungen, Wochen, Auszeichnungen, Anmerkungen) | Anmerkungen |
| Jahr | Titel Album                                                                                           | US | R&B | Country | Anmerkungen |
| ---- | --- | --- | --- | --- | --- |
| 1941 | "Jim" –                                                                                               | US5 (3 Wo.)US | — | — | als Orchesterleiter für Dinah Shore Bluebird B-11 204                                                                                         |
| 1942 | Dearly Beloved (From the Columbia-Film "You Were Never Lovelier") –                                   | US10 (1 Wo.)US | — | — | als Orchesterleiter für Dinah Shore; Coverversion des Hits aus der Columbia-Produktion Du warst nie berückender Victor 27 970                 |
| 1943 | (As Long as You’re Not in Love with Anyone Else) Why Don’t You Fall in Love with Me –                 | US8 (3 Wo.)US | — | — | als Orchesterleiter für Dinah Shore Victor 27 970                                                                                             |
| 1943 | You’d Be So Nice to Come Home To (From the Columbia-Film "Something to Shout About") –                | US4 (12 Wo.)US | R&B10 (1 Wo.)R&B | — | als Orchesterleiter für Dinah Shore; Coverversion des Hits aus der Columbia-Produktion Something to Shout About Victor 20-1519                |
| 1944 | Mairzy Doats –                                                                                        | US8 (1 Wo.)US | — | — | als Orchesterleiter für the Pied Pipers Capitol 148                                                                                           |
| 1944 | I Love You (From "Mexican Hayride") –                                                                 | US8 (4 Wo.)US | — | — | als Orchesterleiter für Jo Stafford; Coverversion des Hits aus dem Broadway-Musical Mexican Hayride Capitol 153                               |
| 1944 | Long Ago (and Far Away) (From Columbia’s "Cover Girl") –                                              | US6 (12 Wo.)US | — | — | als Orchesterleiter für Jo Stafford; Coverversion des Hits aus der Columbia-Produktion Es tanzt die Göttin Capitol 153                        |
| 1944 | G.I. Jive –                                                                                           | US13 (1 Wo.)US | R&B1 (6 Wo.)R&B | — | als Orchesterleister für Johnny Mercer Capitol 141                                                                                            |
| 1944 | His Rocking Horse Ran Away (From Paramount-Picture "And the Angels Sing") –                           | US7 (7 Wo.)US | — | — | als Orchesterleister für Betty Hutton, Originalversion aus der Paramount-Produktion And the Angels Sing Capitol 155                           |
| 1944 | It Had to Be You (From Warner Bros.-Picture "The Roaring Twenties") –                                 | US5 (2 Wo.)US | — | — | als Orchesterleister für Betty Hutton, Coverversion des Hits aus der Warner Bros.-Produktion Die wilden Zwanziger Capitol 155                 |
| 1944 | It Could Happen to You (From Paramount-Picture "And the Angels Sing") –                               | US10 (1 Wo.)US | — | — | als Orchesterleister für Jo Stafford, Coverversion des Hits aus der Paramount-Produktion And the Angels Sing Capitol 158                      |
| 1944 | The Trolley Song –                                                                                    | US2 (12 Wo.)US | — | — | als Orchesterleister für the Pied Pipers Capitol 168                                                                                          |
| 1945 | Ac-Cent-Tchu-Ate the Positive (From Paramount-Picture "Here Come The Waves") –                        | US2 (13 Wo.)US | R&B4 (3 Wo.)R&B | — | als Orchesterleiter für Johnny Mercer und the Pied Pipers, Coverversion des Hits aus der Paramount-Produktion Here Come the Waves Capitol 180 |
| 1945 | Candy –                                                                                               | US2 (15 Wo.)US | — | — | als Orchesterleiter für Johnny Mercer, Jo Stafford und the Pied Pipers Capitol 183                                                            |
| 1945 | Dream –                                                                                               | US5 (15 Wo.)US | — | — | als Orchesterleiter für the Pied Pipers Capitol 185                                                                                           |
| 1945 | Stuff Like That There –                                                                               | US7 (1 Wo.)US | — | — | als Orchesterleiter für Betty Hutton Capitol 188                                                                                              |
| 1945 | On the Atchison, Topeka and Santa Fe –                                                                | US1 (16 Wo.)US | — | — | als Orchesterleiter für Johnny Mercer und the Pied Pipers Capitol 180                                                                         |
| 1945 | It Might as Well Be Spring (From 20th Century-Fox-Picture "State Fair") –                             | US6 (6 Wo.)US | — | — | als Orchesterleiter für Margaret Whiting, Coverversion des Hits aus der 20th Century Fox-Produktion Jahrmarkt der Liebe Capitol 214           |
| 1945 | Doctor, Lawyer, Indian Chief (From B. G. DeSylva-Production "The Stork Club") –                       | US1 (17 Wo.)US | — | — | als Orchesterleiter für Betty Hutton, Originalversion aus der Paramount-Produktion The Stork Club Capitol 220                                 |
| 1945 | I Can’t Begin to Tell You (From 20th Century-Fox-Picture "The Dolly Sisters") –                       | US8 (2 Wo.)US | — | — | als Orchesterleiter für Andy Russell, Coverversion des Hits aus der 20th Century Fox-Produktion Dolly Sisters Capitol 221                     |
| 1945 | Symphony –                                                                                            | US4 (6 Wo.)US | — | — | als Orchesterleiter für Jo Stafford Capitol 227                                                                                               |
| 1946 | Personality (From Paramount-Picture "Road to Utopia") –                                               | US1 (14 Wo.)US | — | — | als Orchesterleiter für Johnny Mercer und the Pied Pipers, Coverversion des Hits aus der Paramount-Produktion Der Weg nach Utopia Capitol 230 |
| 1946 | Laughing on the Inside (Crying on the Outside) –                                                      | US4 (7 Wo.)US | — | — | als Orchesterleiter für Andy Russell Capitol 252                                                                                              |
| 1946 | Pretending –                                                                                          | US10 (1 Wo.)US | — | — | als Orchesterleiter für Andy Russell Capitol 271                                                                                              |
| 1946 | Ole Buttermilk Sky (From the Universal-Picture "Canyon Passage") –                                    | US9 (5 Wo.)US | — | — | als Orchesterleiter für Matt Dennis, Coverversion des Hits aus der Universal-Produktion Feuer am Horizont Capitol 285                         |
| 1947 | Anniversary Song (From the Columbia-Picture "The Jolson Story") –                                     | US5 (2 Wo.)US | — | — | als Orchesterleiter für Andy Russell, Coverversion des Hits aus der Columbia-Produktion Der Jazzsänger Capitol 368                            |
| 1947 | Mam’selle (Based on a Theme from 20th Century-Fox-Picture "The Razor’s Edge") –                       | US9 (4 Wo.)US | — | — | als Orchesterleiter für the Pied Pipers, Coverversion des Hits aus der 20th Century-Fox-Produktion Auf Messers Schneide Capitol 396           |
| 1947 | Feudin’ And Fightin’ –                                                                                | US10 (1 Wo.)US | — | Country5 (2 Wo.)Country | als Orchesterleiter für Jo Stafford und the Starlighters Capitol B-443                                                                        |
| 1947 | Sugar Blues –                                                                                         | US15 (1 Wo.)US | — | — | als Orchesterleiter für Johnny Mercer Capitol B-448                                                                                           |
| 1947 | Serenade of the Bells –                                                                               | US6 (9 Wo.)US | — | — | als Orchesterleiter für Jo Stafford Capitol 15 007                                                                                            |
| 1948 | Ev’ry Day I Love You (Just A Little Bit More) (From the Warner Bros.-Picture "Two Guys From Texas") – | US29 (1 Wo.)US | — | — | als Orchesterleiter für Jo Stafford, Coverversion des Hits aus der Warner Bros.-Produktion Two Guys from Texas Capitol 15 139                 |
| 1949 | So in Love (From the Musical "Kiss Me Kate") –                                                        | US20 (9 Wo.)US | — | — | als Orchesterleiter für Gordon MacRae, Coverversion des Hits aus dem Broadway-Musical Kiss Me, Kate Capitol 15 357                            |
| 1949 | Need You –                                                                                            | US11 (10 Wo.)US | — | — | als Orchesterleiter für Jo Stafford und Gordon MacRae Capitol 15 393                                                                          |
| 1949 | "A" You’re Adorable (the Alphabet Song) –                                                             | US4 (13 Wo.)US | — | — | als Orchesterleiter für Jo Stafford und Gordon MacRae Capitol 15 393                                                                          |
| 1949 | Some Enchanted Evening (From the Broadway Musical "South Pacific") –                                  | US21 (5 Wo.)US | — | — | als Orchesterleiter für Jo Stafford, Coverversion des Hits aus dem Broadway-Musical South Pacific Capitol 57-544                              |
| 1949 | Whispering Hope –                                                                                     | US6 (23 Wo.)US | — | — | als Orchesterleiter für Jo Stafford und Gordon MacRae Capitol 57-690                                                                          |
| 1949 | Bibbidi-Bobbidi-Boo (From the Walt Disney-Production "Cinderella") –                                  | US19 (8 Wo.)US | — | — | als Orchesterleiter für Jo Stafford und Gordon MacRae, Coverversion des Hits aus der Walt-Disney-Produktion Cinderella Capitol 57-782         |
| 1949 | Echoes –                                                                                              | US25 (5 Wo.)US | — | — | als Orchesterleiter für Jo Stafford und Gordon MacRae Capitol 57-782                                                                          |
| 1950 | Scarlet Ribbons (For Her Hair) –                                                                      | — | — | — | als Orchesterleiter für Jo Stafford Capitol 57-785                                                                                            |
| 1950 | Rag Mop –                                                                                             | — | — | — | als Orchesterleiter für the Starlighters Capitol 844 / Capitol F-844                                                                          |
| 1950 | Fairy Tales –                                                                                         | — | — | — | mit den Jud Conlon Singers Capitol 826 / Capitol F-826                                                                                        |
| 1950 | Dearie –                                                                                              | US12 (11 Wo.)US | — | — | als Orchesterleiter für Jo Stafford und Gordon MacRae Capitol 858 / Capitol F-858                                                             |
| 1950 | La vie en rose –                                                                                      | — | — | — | Instrumentalversion des 1945 von Édith Piaf veröffentlichten Chansons Capitol 890 / Capitol F-890                                             |
| 1950 | Nevertheless –                                                                                        | US9 (15 Wo.)US | — | — | |
| 1951 | (Why Did I Tell You I Was Going To) Shanghai –                                                        | US9 (17 Wo.)US | — | — | |
| 1951 | Shrimp Boat –                                                                                         | US2 (17 Wo.)US | — | — | |
| 1952 | Guy Is A Guy –                                                                                        | US4 (19 Wo.)US | — | — | |
| 1952 | Mermaid –                                                                                             | US29 (1 Wo.)US | — | — | |
| 1956 | Don’t Cry –                                                                                           | US83 (2 Wo.)US | — | — | Frankie Laine and the Mellomen mit Paul Weston and His Music From Hollywood                                                                   |

grau schraffiert: keine Chartdaten aus diesem Jahr verfügbar